# Рітмолен
Рітмолен (нід. Rietmolen) — село в нідерландській провінції Гелдерланд. Входить до муніципалітету Беркелланд. Перша згадка про населений пункт датується 1630-ми роками, коли він мав назву Рітмюелербрюг (нід. Rytmuelerbrugh), тобто «вітряк біля струмка».

## Галерея

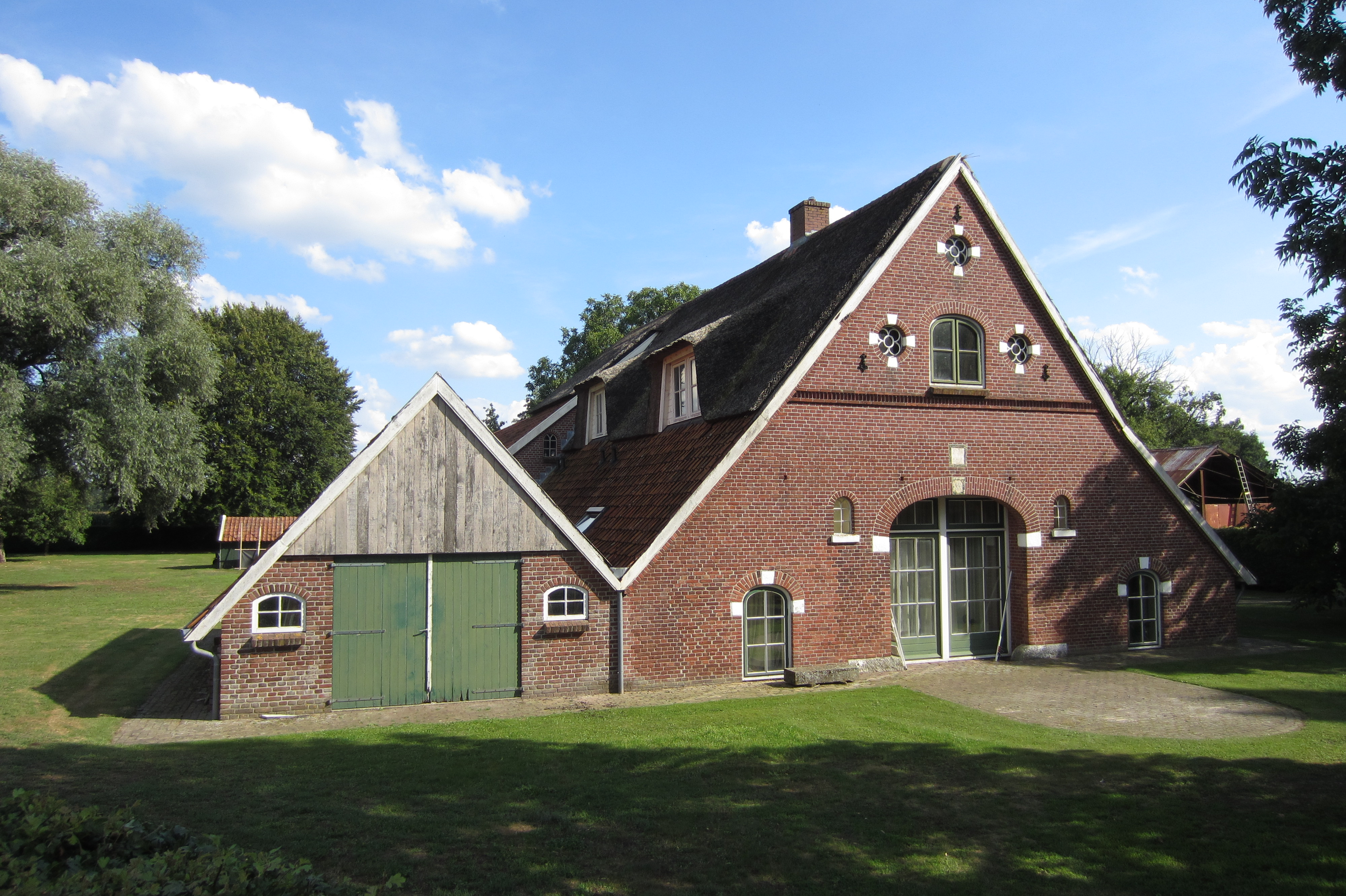
Ферма
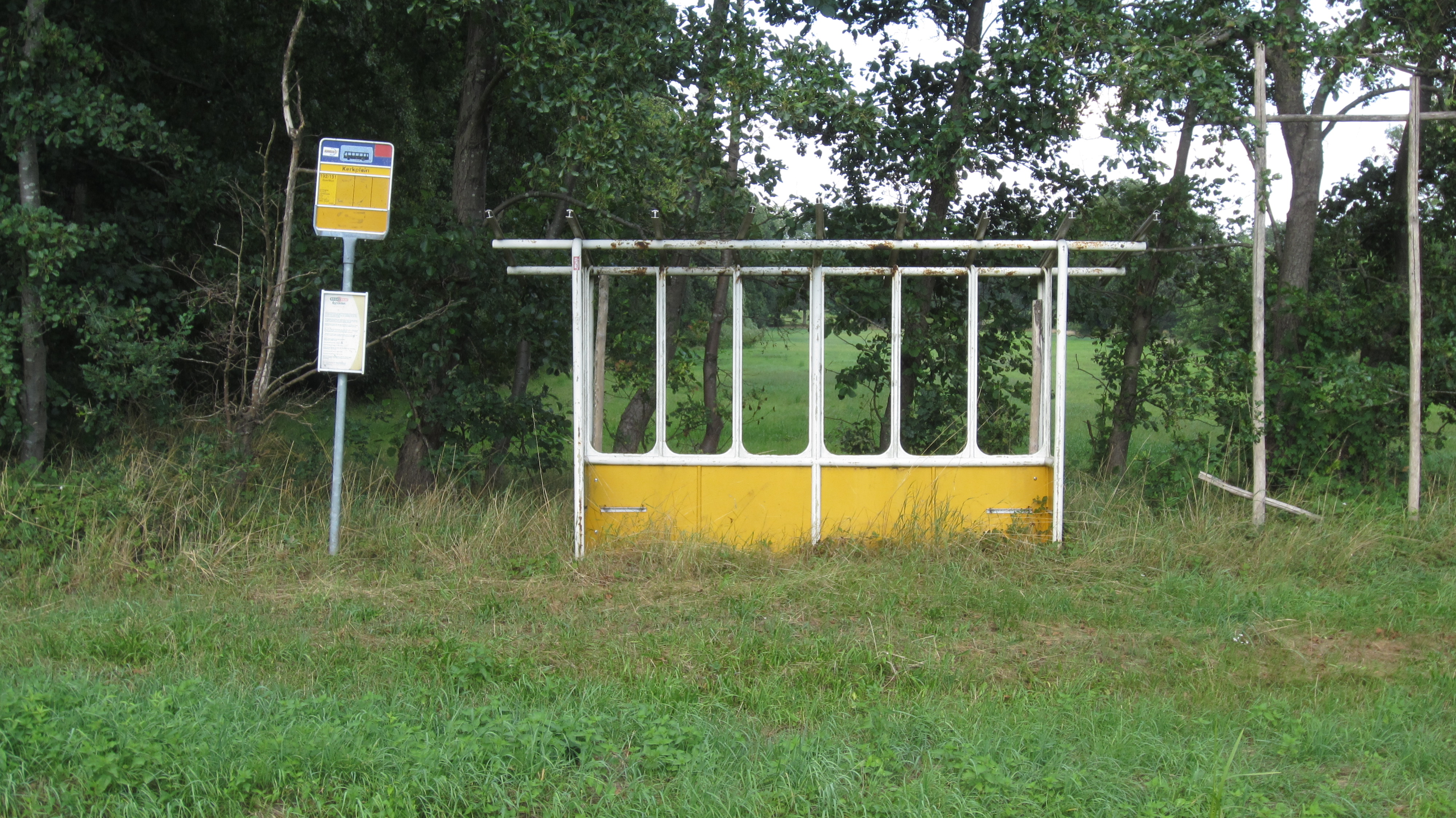
Автобусна зупинка
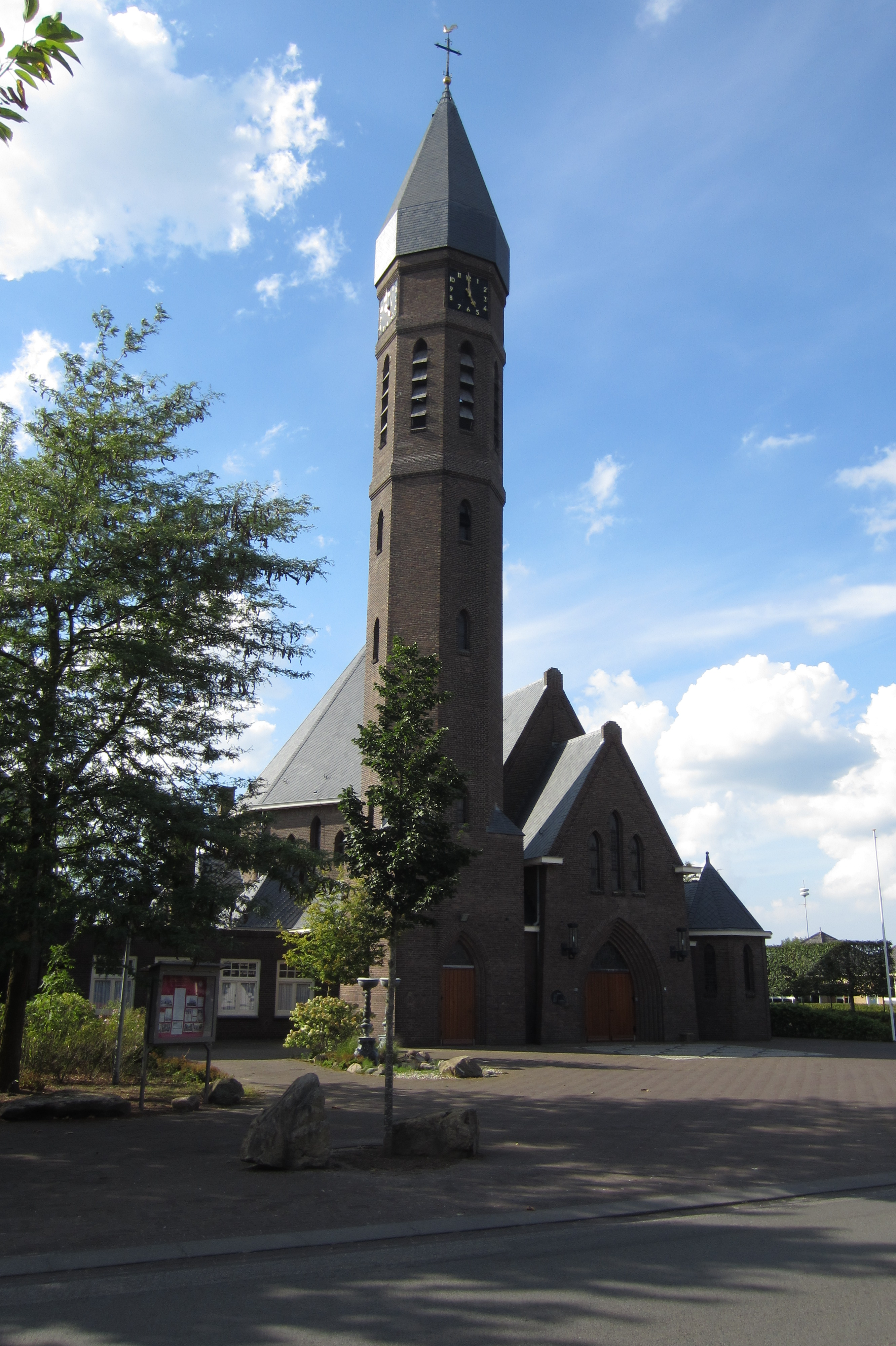
Церковна башта